# 金鳌山
金鳌山，是位于中华人民共和国上海市崇明区城桥镇的一座山峰，也是崇明区重点文物保护单位，海拔7米。

## 历史
该山相传始建于宋代。1668年，明朝朝廷拨款在寿安寺北再次建立该山。1777年，时任知县的范国泰利用捐款重修，至光绪时在明朝时修筑的附属设施已不存。1893年6月,山上建筑了镇海塔。塔高16米。1985年文物管理部门再次重修。
2021年10月，其所在景区被评为3A级景区。